# Camponotus longiventris
Espèce
Camponotus longiventris est une espèce fossile de fourmis de la tribu des Camponotini (sous-famille des Formicinae).

## Classification
L'espèce Camponotus longiventris est décrite en 1937 par le paléontologue français Nicolas Théobald (1903-1981) dans sa thèse. 

### Fossiles
L'holotype Am2 ♂, de l'ère Cénozoïque, et de l'époque Stampien (33,9 à 28,1 Ma) vient des collections du muséum national d'histoire naturelle de Paris et du gypse d'Aix-en-Provence. Il a un cotype Am18 ♀ des mêmes provenances,.

### Confirmation du genre
En 2012 le myrmécologue anglais Barry Bolton confirme l'appartenance de cette espèce au genre Camponotus,.

### Étymologie
L'épithète spécifique longiventris signifie en latin « long ventre ».

## Description

### Caractères
La diagnose de Nicolas Théobald en 1937, : Pour l'holotype mâle A63 

« Insecte de grande taille, de couleur brunâtre, peut-être noire à l'origine ; la tête et le thorax sont encore tachés de noir ; abdomen brun, portant des bandes noires sur les segments ; ailes transparentes. Tête large, à bords arrondis ; yeux grands de forme ovale, placés dans la partie postérieure de la tête ; clypeus arrondi à l'avant; mandibules fortes ; antennes coudées, le scape dépasse le bord postérieur de la tête. Cou net. Thorax ovale, large et solide ; pétiole nodiforme, un seul segment renflé. Abdomen volumineux, ovoïde, la plus grande largeur se trouve dans la moitié antérieure, six segments sur am2 ♂, cinq sur Am18 ♀. Pattes manquent. Ailes conservées sur Am2 ; longues, dépassent l'extrémité de l'abdomen ; stigma étroit, assez allongé ; pas de cellule discoïdale ; une cellule cubitale fermée ; nervure cubitale légèrement sinueuse. ».

### Dimensions
La longueur totale est de 15 mm.

## Galerie
| - Ouvrières Camponotus aethiops. - Fourmi géante Camponotus gigas, parc national de Gunung Mulu, Sarawak, île de Bornéo, Malaisie. - Vue de profil : Camponotus herculeanus. - Fourmi charpentière Camponotus ligniperda. - Vue de profil : Camponotus piceus. |

### Publication originale
- [1937] Nicolas Théobald, « Les insectes fossiles des terrains oligocènes de France 473 p., 17 fig., 7 cartes,13 tables, 29 planches hors texte », Bulletin Mensuel de la Société des Sciences de Nancy et Mémoires de la Société des sciences de Nancy, Imprimerie G. Thomas,‎ 1937, p. 1-473 (ISSN 1155-1119 et 2263-6439, OCLC 786027547). .